# Diana Matheson
Diana Matheson (Mississauga, 6 april 1984) is een Canadees voetbalspeelster. Zij begon in 2008 bij Lillestrøm in de Toppserien met haar professionele voetbalcarriere. Sinds 2013 speelt zij in de Amerikaans NWSL.
Matheson heeft de UEFA-managmentopleiding Executive Master for International Players (MIP) gedaan.

## Statistieken
| Seizoen | Club              | Land      | Competitie | Wedstrijden | Doelpunten |
| ------- | ----------------- | --------- | ---------- | ----------- | ---------- |
| 2008    | Lillestrøm        | Noorwegen | Top        | ?           | 4          |
| 2009    | Lillestrøm        | Noorwegen | Top        | 21          | 6          |
| 2012    | Lillestrøm        | Noorwegen | Top        | 7           | 1          |
| 2013    | Washington Spirit | USA       | NWSL       | 19          | 8          |
| 2014    | Washington Spirit | USA       | NWSL       | 24          | 8          |
| 2015    | Washington Spirit | USA       | NWSL       | 10          | 3          |
| 2016    | Washington Spirit | USA       | NWSL       | 14          | 4          |
| 2017    | OL Reign          | USA       | NWSL       | 0           | 0          |
| 2018    | Utah Royals       | USA       | NWSL       | 21          | 2          |
| 2019    | Utah Royals       | USA       | NWSL       | 0           | 0          |
| 2020    | Utah Royals       | USA       | NFS        | 0           | 0          |
| 2021    | Utah Royals       | USA       | NWSL       | 0           | 0          |
| Totaal  | Totaal            | Totaal    | Totaal     | 116         | 36         |

Laatste update: oktober 2020

## Interlands
Matheson speelde drie maal op de Olympische Zomerspelen, in 2008 in Beijing, in 2012 in Londen en in 2016 in Rio de Janeiro. In 2012 en 2016 behaalde Canada daarbij de bronzen medaille.